# Amphiactis astarte
Amphiactis astarte är en ormstjärneart som beskrevs av A.H. Clark 1949. Amphiactis astarte ingår i släktet Amphiactis och familjen bandormstjärnor. Inga underarter finns listade i Catalogue of Life.